# Купівельна спроможність
Ва́ртість гро́шей або купіве́льна спромо́жність (англ. Purchasing power) — кількість товарів і послуг, що можуть бути придбані за одиницю грошей; величина, обернена до рівня цін. Наприклад, якщо ви взяли одну одиницю готівки в магазин на початку 2000-х років, ви могли на неї купити більше товарів, ніж зараз, що свідчить про те, що тоді валюта мала більшу купівельну спроможність.
Традиційно купівельна спроможність грошей значною мірою залежала від місцевої вартості золота та срібла, а також від наявності та попиту на певні товари на ринку. Більшість сучасних фіатних валют, таких як долар США, торгуються одна проти одної та товарних грошей на вторинному ринку з метою міжнародного переказу платежів за товари та послуги.
Шотландський економіст Адам Сміт зазначав, що наявність грошей дає можливість «командувати» працею інших, тому купівельна спроможність певною мірою є владою над іншими людьми, якщо вони готові обміняти свою працю або товари на гроші чи валюту.
Для індексу цін його значення в базовому році зазвичай нормалізується до значення 100. Купівельна спроможність грошової одиниці, наприклад, долара, в певному році, виражена в доларах базового року, дорівнює 100/P, де P — індекс цін у цьому році. Отже, за визначенням, купівельна спроможність долара зменшується зі зростанням рівня цін.
Падіння купівельної спроможності валюти спричинюється інфляцією — роздуттям грошової маси центральним банком, зростання купівельної спроможності — дефляцією, яка за умов використання фіатних грошей (не забезпечених золотом) є рідкісним явищем. Купівельна спроможність однієї і тієї ж валюти може істотно варіювати в різних країнах. Концептом для міжнародного порівняння економічних показників є перерахунок на паритет купівельної спроможності.
Поняття купівельної спроможності може застосовуватися не тільки до валют, а й платоспроможності населення. Купівельна спроможність населення корелює з доходами і може стимулювати рівень споживання.

## Вартість грошей у часі
Грошова одиниця, яка є в наявності сьогодні (кеш), і грошова одиниця, яка очікується до одержання через деякий час, не є рівноцінними. Є принцип, який діє незалежно від зміни загального рівня цін: мати певну суму грошей сьогодні завжди краще, ніж мати її завтра (див. Часова преференція). Це пояснюється дією трьох основних факторів:
- Інфляція
- Ризик
- Оборотність